# Sténodactylographie
 (décembre 2013).
Si vous disposez d'ouvrages ou d'articles de référence ou si vous connaissez des sites web de qualité traitant du thème abordé ici, merci de compléter l'article en donnant les références utiles à sa vérifiabilité et en les liant à la section « Notes et références ».
La sténodactylographie ou « l'art d'écrire aussi vite que la parole », relie sténographie et dactylographie.
La sténo est un moyen de prendre des notes aussi rapidement que lorsqu'une personne parle. Même si l'écriture abrégée semble contemporaine à l'invention de l'alphabet, c'est au cours du XVIIIe siècle que de nombreux auteurs sténographes entrent en rivalité.

## Début
- En Grèce, Xénophon (400 av. J.-C.) recueillit à l'aide de signes abréviatifs les propos de Socrate.
- En Italie, Cicéron demanda à son secrétaire Tiron le soin d'adapter les notes grecques en latin (notes tironiennes)
- Au siècle d'Auguste, on compte plus de 300 écoles où les « notes » étaient enseignées[réf. nécessaire].

## Appareils
En 1824, Conti crée son tachygraphe, amélioré en 1843 par Thurber.
En 1850, Hughes crée le typographe, l'appareil de P. Foucault eut un grand succès en Europe.
En 1873, la typewriter de Scholes va se différencier par sa taille.

## Concept
La sténo n'est pas seulement des abréviations : l'orthographe est oubliée en faveur de la phonétique, les lettres sont remplacées par des signes.
Un mot ainsi transcrit s'appelle un sténogramme.

## Développement
Avec la vulgarisation des techniques, les méthodes ont pu être diffusées vers un large public. C’est en 1890 que les premières écoles de sténodactylographie sont ouvertes.
Le taylorisme vient alors toucher le monde du bureau avec la création de pools dactylographiques.
La sténo est utilisée notamment chez les sténodactylos juridiques, notaires et secrétariat. En France, il existait notamment un CAP employé de bureau et sténodactylographie.

## Référence
- sciences sociales